# Fibra elástica
En histología y biología celular, las fibras elásticas son uno de los tipos de fibras que forman la matriz extracelular del tejido conjuntivo. Son sintetizadas por los fibroblastos y las células musculares lisas. Tienen la capacidad de deformarse y volver a su tamaño y forma original. 

## Estructura
Las fibras elásticas están formadas por dos componentes: un núcleo central de elastina y una región periférica de fibrilina.
 El núcleo central es de fibrillas de elastina de entre 2 y 4 nanómetros (nm) de diámetro. La región periférica está constituida por microfibrillas de fibrilina de 10  nanómetros (nm) de diámetro.

## Distribución
Las fibras elásticas pueden encontrarse en la piel, pulmones, pared de las venas y arterias, cartílago elástico (pabellón auditivo y epiglotis), ligamento periodontal y otras estructuras.

## Función
Las fibras elásticas se disponen de forma ramificada y forman una red tridimensional entrelazada con las fibras de colágeno. Esta red limita la distensibilidad de los tejidos y dificulta los desgarros, impidiendo estiramientos excesivos. Dependiendo del lugar en que se ubiquen, la función puede ser diferente:
- Piel. La red de fibras elásticas de la dermis es responsable de la firmeza y flexibilidad de la piel.
- Arterias. La pared de las arterias elásticas está formada por una túnica íntima, una túnica media y una capa adventicia. La túnica media y la adventicia disponen de gran cantidad de fibras elásticas que le proporcionan elasticidad y permiten que estos vasos sanguíneos se adapten a las variaciones de presión sanguínea, acción que no sería posible si su estructura fuera rígida.

## Enfermedades
- Síndrome de Marfan. Los pacientes con Síndrome de Marfan presentan un defecto en el gen que codifica la fibrilina, las fibras elásticas no cumplen adecuadamente su función. Por este motivo están predispuestos a la aparición de aneurisma de aorta que si se rompe puede tener consecuencias mortales.
- Anetodermia.
- Cutis laxa. Es un defecto genético que altera las fibras elásticas y reduce la elasticidad de la piel.
- Elastosis solar. Se produce por exposiciones prolongadas a la luz solar. La radiación ultravioleta altera las fibras elásticas de tejido conectivo y la piel pierde su elasticidad y flexibilidad, apareciendo pliegues y arrugas profundas.
- Síndrome de Williams. Enfermedad de origen génetico en la que, entre otras alteraciones, se produce una anomalía en la producción de fibras elásticas, lo que condiciona la aparición de estenosis supravalvular aórtica, hernias y desarrollo prematuro de arrugas en la piel.
- Pseudoxantoma elástico.